# ام بواقی
ام بواقی (به عربی: أم البواقی) یک شهر و شهرداری در الجزایر است که در ناحیه أم البواقی واقع شده‌است. ام بواقی ۵۹٬۹۶۲ نفر جمعیت دارد و ۹۰۲ متر بالاتر از سطح دریا واقع شده‌است.